# Lim (rivière)
Pour les articles homonymes, voir Lim.
 (juin 2015).
Si vous disposez d'ouvrages ou d'articles de référence ou si vous connaissez des sites web de qualité traitant du thème abordé ici, merci de compléter l'article en donnant les références utiles à sa vérifiabilité et en les liant à la section « Notes et références ».
Le Lim (en serbe cyrillique Лим), est une rivière qui traverse le Monténégro, l'Albanie, la Serbie et la Bosnie-Herzégovine. Sa longueur est de 220 km, ce qui en fait le principal affluent de la Drina et un sous-affluent du Danube par la Save.

## Géographie

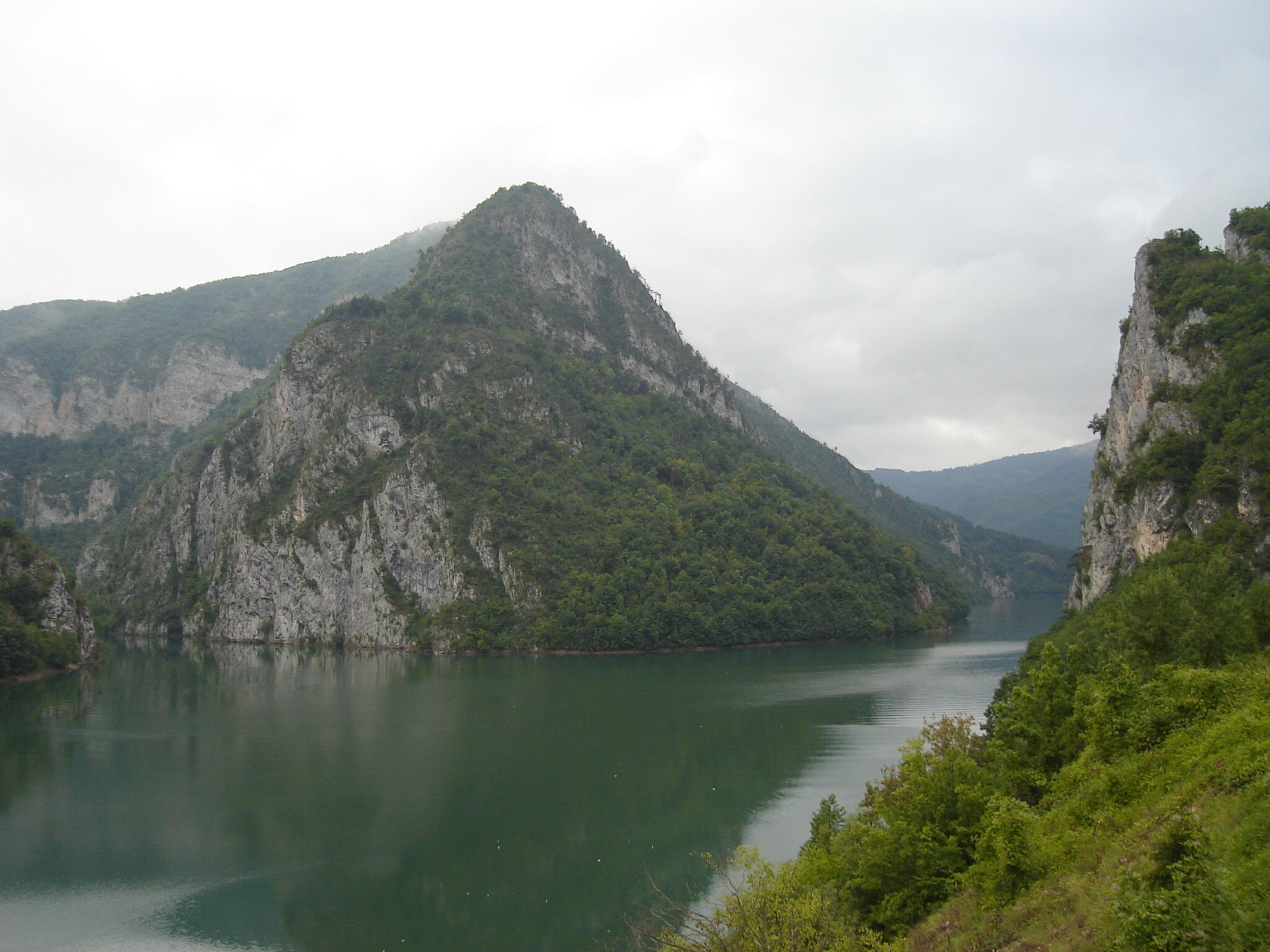
Le confluent du Lim et de la Drina.

Le Lim appartient au bassin de drainage de la Mer Noire. Son propre bassin de drainage couvre une superficie 5 963 km2. Il reçoit ses deux affluents principaux en Serbie : l'Uvac et la Mileševska reka.
La rivière n'est pas navigable.
Son nom proviendrait soit du mot latin limes, qui signifie "la frontière", soit du mot albanais lumë, qui signifie "fleuve, rivière".

## Monténégro et Albanie
Le Lim prend sa source au pied du mont Maglić, à l'est du Monténégro, tout près de la frontière albanaise. À ses débuts, il porte le nom de Vrmoša (en cyrillique : Врмошa). La source du Lim est située à quelques kilomètres seulement de celle de la rivière Tara, mais les deux cours d'eau se dirigent dans des directions opposées : la Tara vers le Nord-ouest et la Vrmoša à l'est. Après quelques kilomètres, la rivière entre en Albanie. Elle traverse les monts Prokletije et la localité de Vermosh, puis entre à nouveau au Monténégro sous le nom de Grnčar (en cyrillique : Грнчар). Il reçoit le Vruje à Gusinje et poursuit sa course sous le nom de Ljuča (en cyrillique :Ључа) et se jette dans le lac Plav, en formant un petit delta. Il ressort du lac au nord, près du mont Visitor. Il est alors nommé « Lim » pour le restant de sa course (197 km).
Le Lim traverse ensuite Murino, puis continue au nord en traversant les régions de Vasojevići, Gornji Kolašin, Donji Kolašin et Komarani, la gorge de Tivran (Tivranska klisura/Тивранска клисура) et les villes d'Andrijevica, de Berane, de Bijelo Polje, de Resnik et de Nedakusi. Il entre en Serbie entre Dobrakovo et Gostun. Il reçoit alors les eaux de la Lješnica (entre Poda et Skakavac), de la Bistrica (près de la frontière) et de la Ljuboviđa, près de Bijelo Polje.

## Serbie et Bosnie-Herzégovine
Dans la région frontalière, le Lim a creusé une gorge, Kumanička klisura (en cyrillique : Куманичка клисура), entre les monts Lisa (au Monténégro) et Ozren (en Serbie). La rivière poursuit sa course entre les monts Jadovnik, Pobijenik et Zlatar, puis traverse le nord du Sandžak, le lac artificiel de Potpeć, les localités de Garčanica et Lučice et les villes de Brodarevo, Prijepolje, Pribojska Banja et Priboj. Après Priboj, elle oblique vers le nord-ouest et passe en Bosnie-Herzégovine. Quelques kilomètres plus loin, elle pénètre à nouveau en Serbie, puis à nouveau en Bosnie-Herzévogovine à Rudo. Le Lim coule alors entre les montagnes de Bič, de Javorje et de Vučevica (au sud) et du mont Varda (au nord), avant de se jeter dans la Drina près de Međeđa.

### Sources
- Mala Prosvetina Enciklopedija, 3e édition, 1985, Prosveta  (ISBN 86-07-00001-2)
- Jovan Đ. Marković, Enciklopedijski geografski leksikon Jugoslavije, 1990, Svjetlost-Sarajevo  (ISBN 86-01-02651-6)